# Camposo
Camposo (llamada oficialmente Santiago de Camposo) es una parroquia y una aldea española del municipio de Corgo, en la provincia de Lugo, Galicia.

## Organización territorial
La parroquia está formada por dos entidades de población:
- Camposo
- Laxes

## Demografía

### Parroquia
| Gráfica de evolución demográfica de Camposo (parroquia) entre 2000 y 2019 |
|                                                                           |
| Datos según el nomenclátor publicado por el INE.                          |

### Aldea
| Gráfica de evolución demográfica de Camposo (aldea) entre 2000 y 2019 |
|                                                                       |
| Datos según el nomenclátor publicado por el INE.                      |